# نیسی
خاندان نیسی یا نیس در خوزستان مذحجی های نخعی هستند از تبار ابراهیم بن مالک اشتر

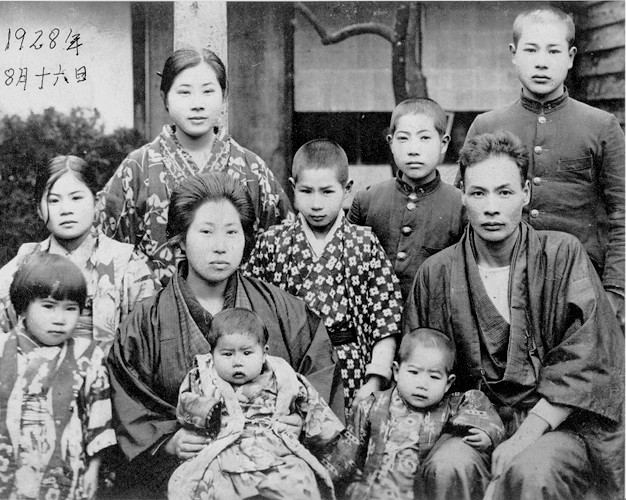
فرزندان این خانواده مهاجر ژاپنی در برزیل که پس از مهاجرت به برزیل به‌دنیا آمده‌اند، نیسی نامیده می‌شوند. فرزندانی که در ژاپن متولد شده‌اند ایسی هستند.

نیسِی (به ژاپنی: 二世) اصطلاحی در زبان ژاپنی است که به فرزندان مهاجران ژاپنی (ایسی) متولدشده در کشورهای دیگر به ویژه در ایالات متحده آمریکا گفته می‌شود. ترجمه تحت‌اللفظی این عبارت «نسل دوم» است.
به فرزندان مردمان نیسی، سانسی گفته می‌شود.

## در آمریکا
نیسی‌های متولد آمریکا، مطابق قانون تابعیت آمریکا که بر مبنای اصل خاک است شهروند آمریکایی محسوب می‌شوند. اطلاق نیسی به کسی همچنین بدین معنی است که آن فرد در آمریکا بزرگ‌شده و زبان انگلیسی را به عنوان زبان اول صحبت می‌کند. کسانی که متولد آمریکا هستند اما بزرگ‌شده و تحصیل‌کرده در ژاپن است کیبـِی‌نیسِی یا کیبِی نامیده می‌شوند.
| مهاجران ژاپنی‌تبار و فرزندان آن‌ها | مهاجران ژاپنی‌تبار و فرزندان آن‌ها | مهاجران ژاپنی‌تبار و فرزندان آن‌ها | مهاجران ژاپنی‌تبار و فرزندان آن‌ها |
| نسل                              | فارسی                            | ژاپنی                            | انگلیسی                          |
| -------------------------------- | -------------------------------- | -------------------------------- | -------------------------------- |
| نسل اول                          | ایسی                             | 一世                             | Issei                            |
| نسل دوم                          | نیسی                             | 二世                             | Nisei                            |
| نسل سوم                          | سانسی                            | 三世                             | Sansei                           |
| نسل چهارم                        | یونسی                            | 四世                             | Yonsei                           |
| نسل پنجم                         | گوسی                             | 五世                             | Gosei                            |

## یادکرد منابع
1. ↑  Lege.
2. 1 2 3 4 5  Densho Encyclopedia.
3. ↑  Lege.